# تام ملور
تام ملور (انگلیسی: Tom Mellor؛ زادهٔ ۲۷ ژانویهٔ ۱۹۵۰) بازیکن هاکی روی یخ اهل ایالات متحده آمریکا است.